# Михалковцы (Ровненская область)

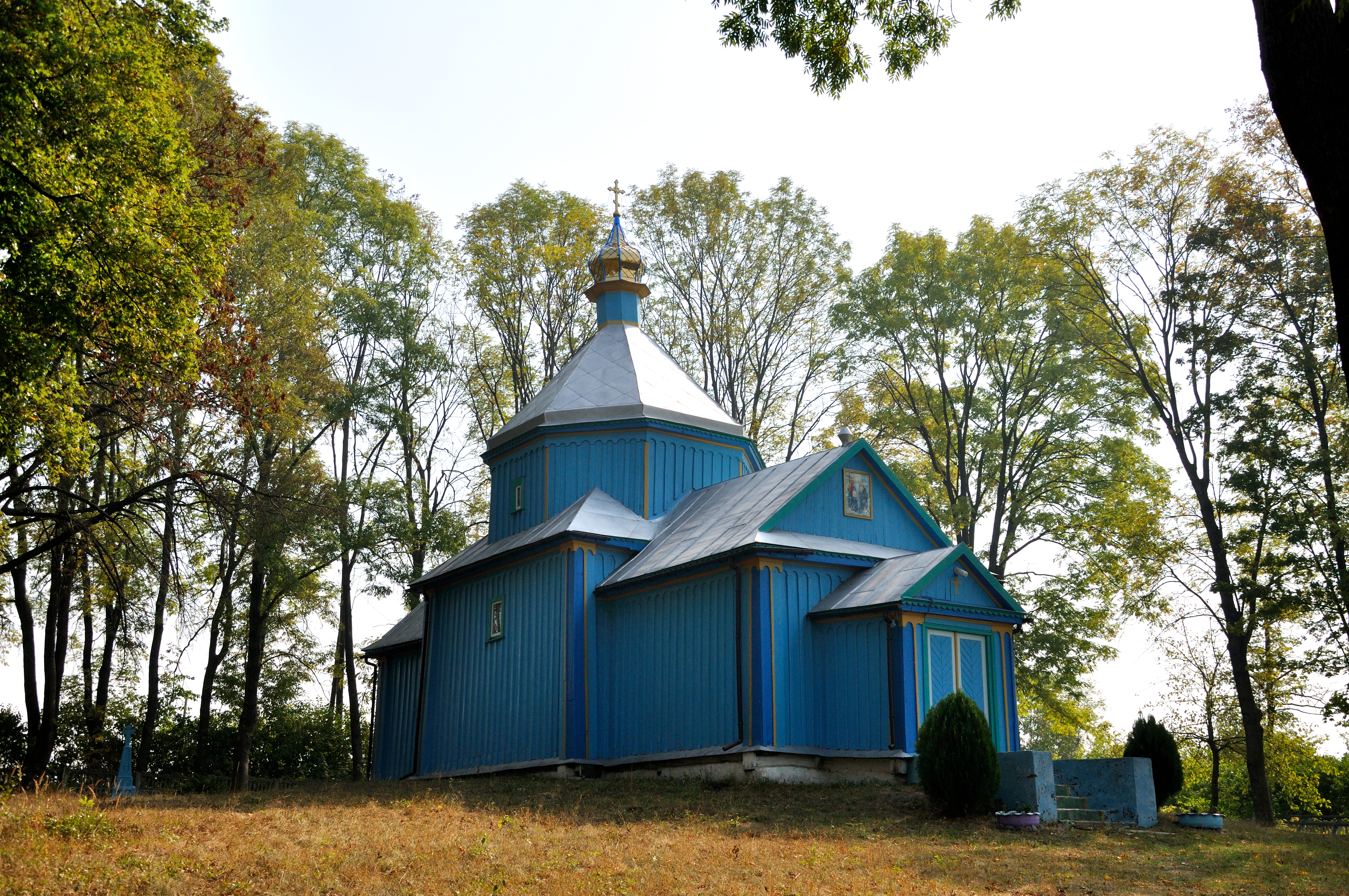
Троицкая церковь

Михалковцы (укр. Михалківці) — село в Острожской городской общине Ровненского района Ровненской области Украины.
До 2020 года входило в Острожский район.
Почтовый индекс — 35811. Телефонный код — 3654. Код КОАТУУ — 5624280803.

## Население
Население по переписи 2001 года составляло 237 человек.

### Известные люди
В селе родился Гордийчук, Владимир Григорьевич — советский и украинский спортсмен и тренер, Заслуженный тренер Украины.